# Väskinde
Väskinde est une localité de Suède dans la commune de Gotland située dans le comté de Gotland.
Sa population était de 338 habitants en 2019.